# 10. volilna enota (Slovenija)
10. volilna enota je volilna enota v Sloveniji, ki obsega območje občin Murska Sobota in Lendava za volitve poslanca madžarske narodne skupnosti; sedež enote je v Lendavi.